# Phocides polybius
Phocides polybius, bướm đốm máu hoặc bướm nhảy ổi, là một loài bướm ngày thuộc họ Bướm nhảy, bản địa ở châu Mỹ. Nó được tìm thấy từ thung lũng Rio Grande thấp hơn của miền nam Texas ở Hoa Kỳ về phía nam qua Mexico và Trung Mỹ đến Argentina. Loài này được Johan Christian Fabricius mô tả lần đầu vào năm 1793. 

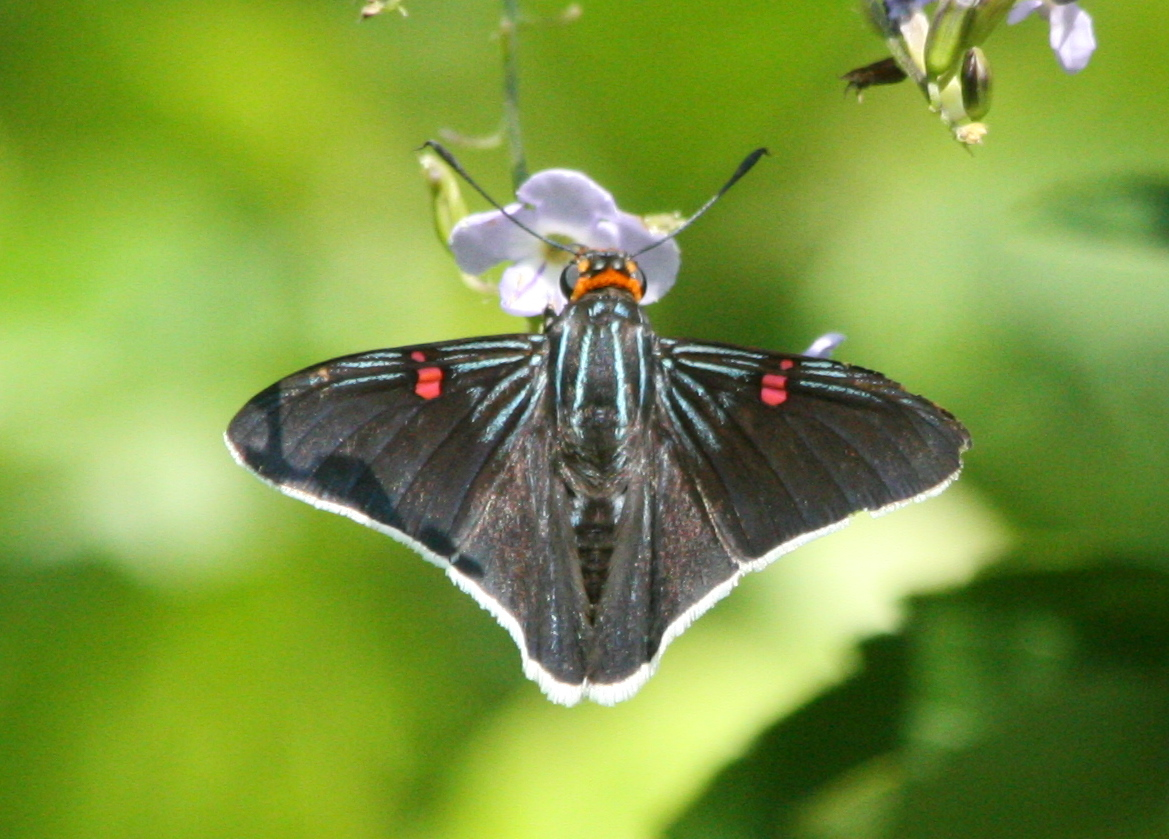

Sải cánh dài 42–63 mm. Có một số thế hệ với những con trưởng thành bay vào tháng Hai, tháng Tư và tháng Sáu đến tháng Mười Hai ở miền nam Texas.
Ấu trùng ăn các loài chi Ổi, bao gồm cả ổi và Psidium cowianum. Con trưởng thành có lẽ ăn mật hoa.

## Phân loài
- Phocides polybius polybius (Suriname, Guyana)
- Phocides polybius lilea (Thung lũng Hạ Rio Grande của Texas, México đến Colombia, Brasil)
- Phocides polybius phanias (Argentina, Brasil)

## Hình ảnh

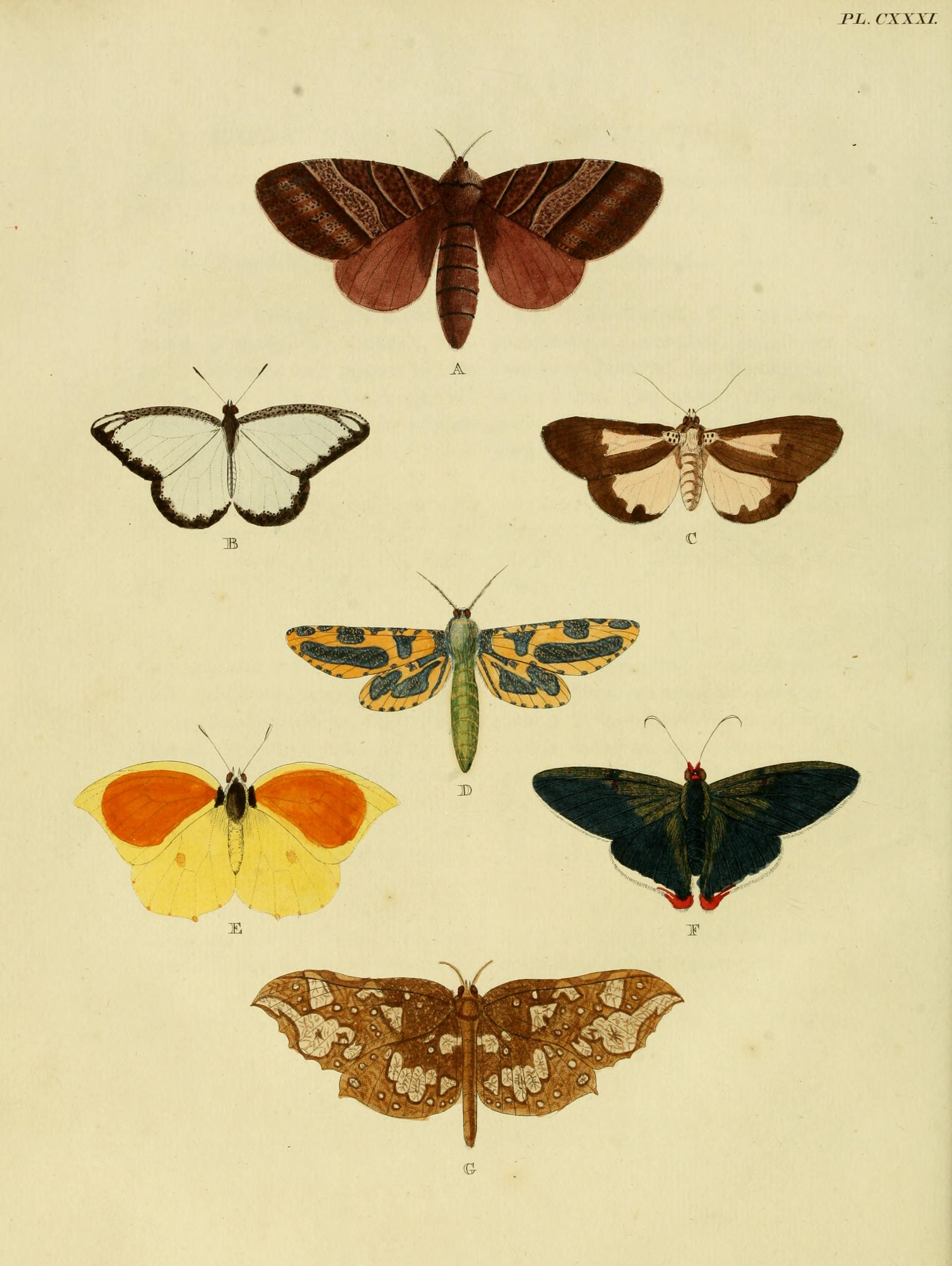
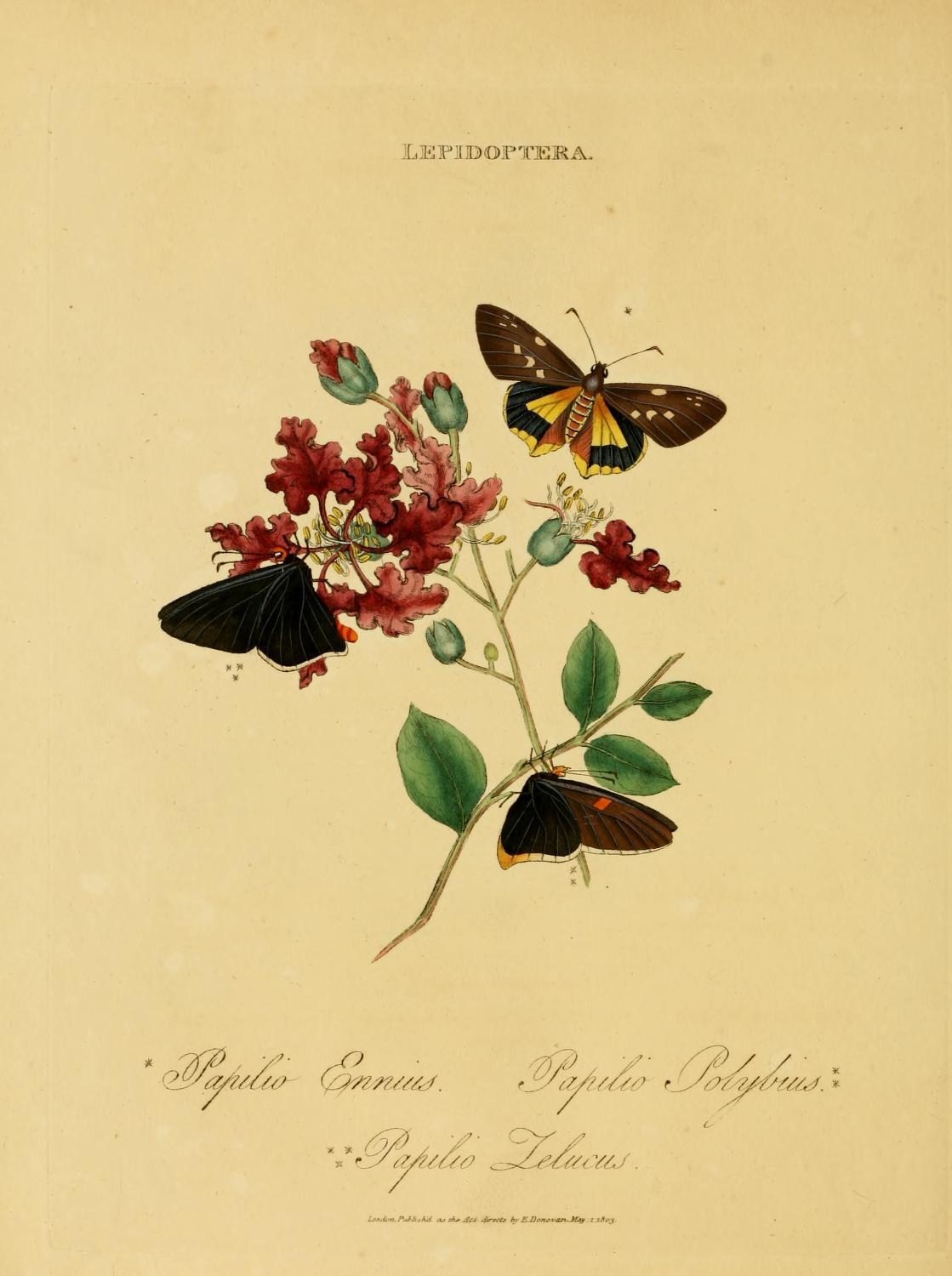
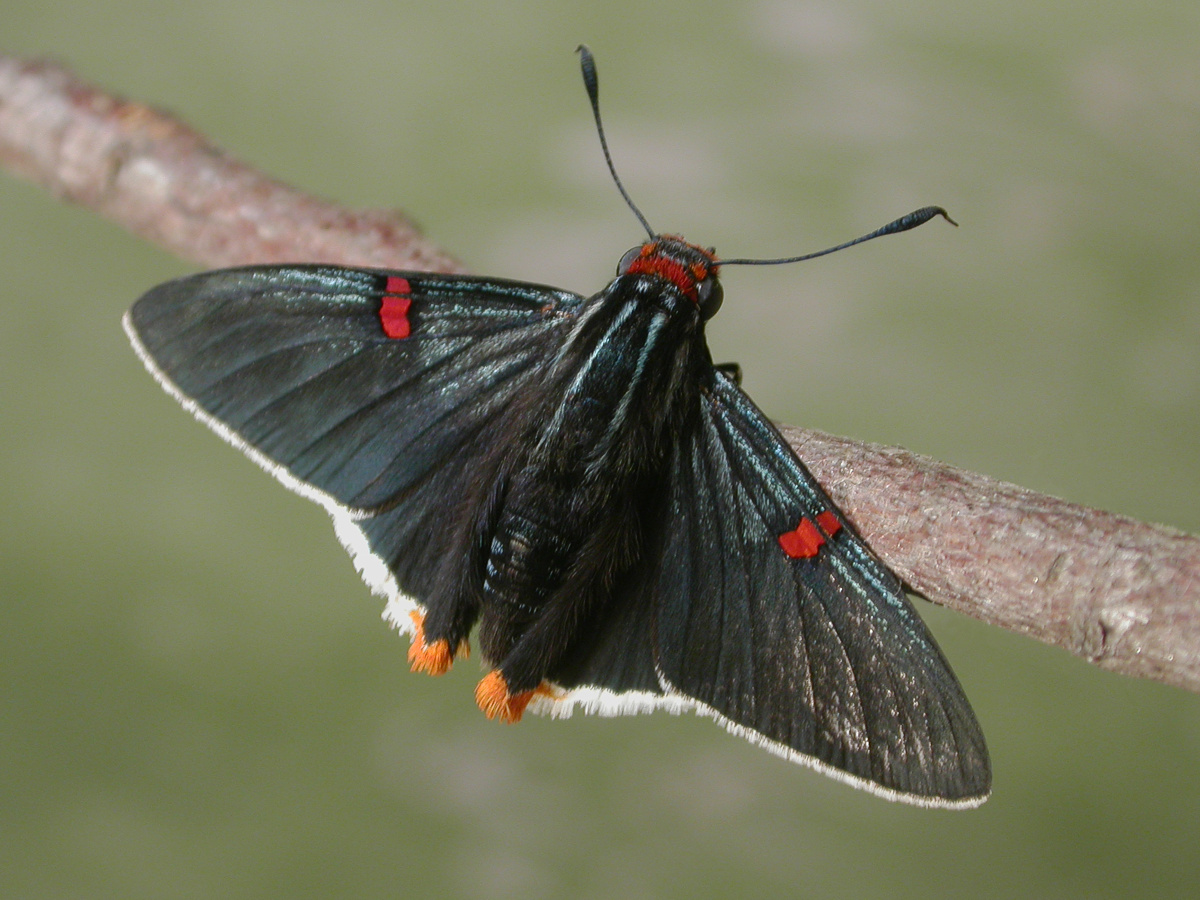